# Wauseon
Wauseon è una località degli Stati Uniti d'America, capoluogo della contea di Fulton, nello Stato dell'Ohio.